# Мемориальный комплекс «Линия обороны»

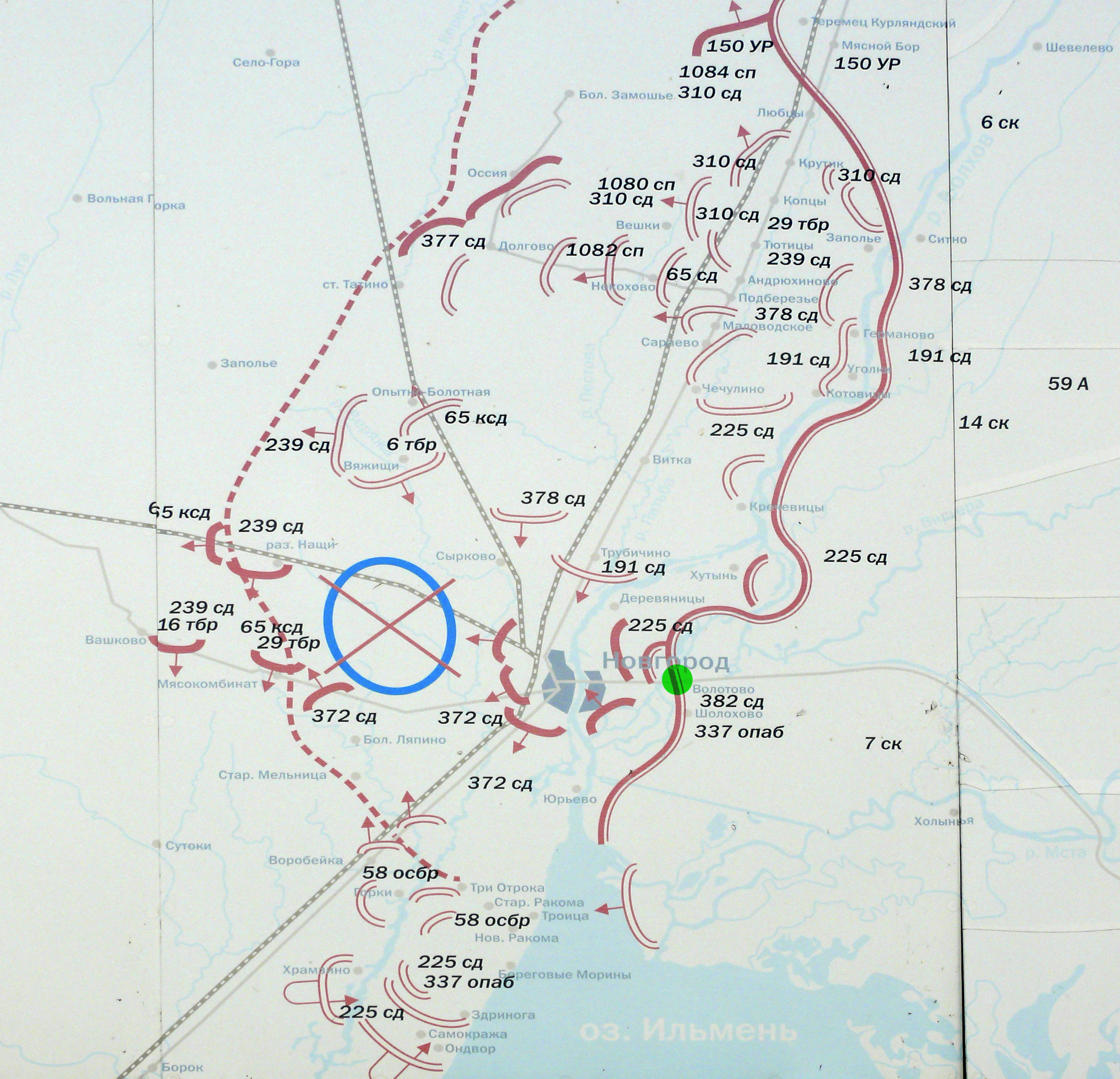
Карта наступления Волховского фронта в 1943—1944 гг. Зелёным кружком обозначено местонахождение Мемориала

Мемориальный комплекс «Линия обороны» находится в 4 км к востоку от Великого Новгорода на правом берегу реки Малый Волховец в районе Синего моста. Авторы проекта архитекторы В. Мельников, А. Сайковский, художники — Е. Сущеня, В. Бабиков.
Комплекс состоит из пяти основных элементов: центральной стелы, стоящего на
пьедестале танка Т-34, противотанковых ежей, бетонных надолб пирамидальной формы и 76-миллиметрового орудия.
На центральной стеле установлены геральдические символы из металла, символизирующие
преемственность поколений в былых и недавних подвигах народа. Ниже — надпись: «На этом рубеже
(р. Волхов—р. Малый Волховец—оз. Ильмень) в августе 1941 г. было остановлено продвижение
гитлеровских войск. 795 дней и ночей сдерживали натиск врага воины Волховского фронта».
Севернее стелы выстроен наклонный постамент. На нём — танк в память воинов 28-й и 3-й танковых дивизий, оборонявших Новгород в августе 1941 года.
Композиция была торжественно открыта 17 января 1974 года ко дню 30-летия освобождения Новгорода от фашистских войск.
Мемориал «Линия обороны» является традиционным местом возложения цветов в памятные военные даты.

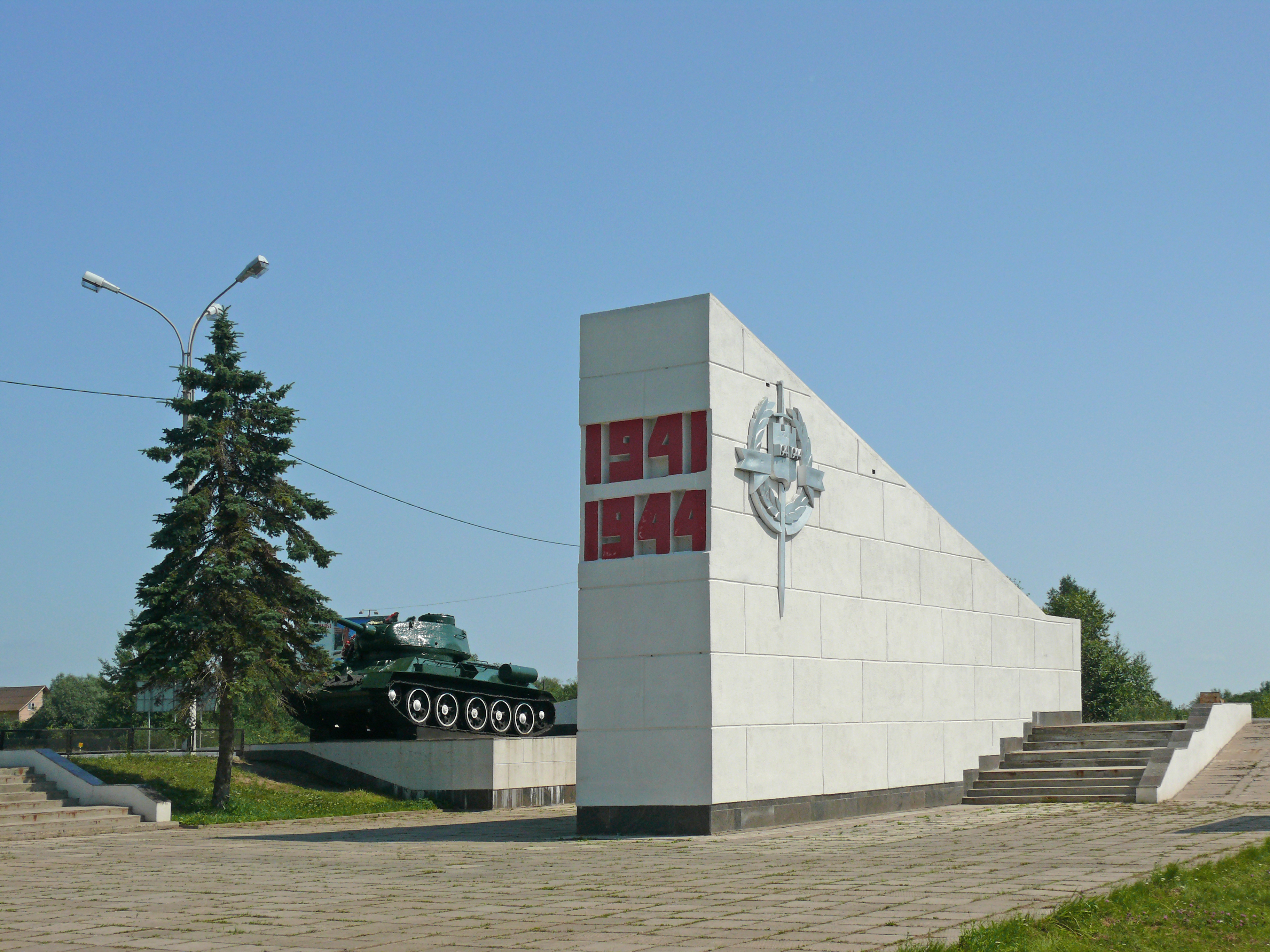
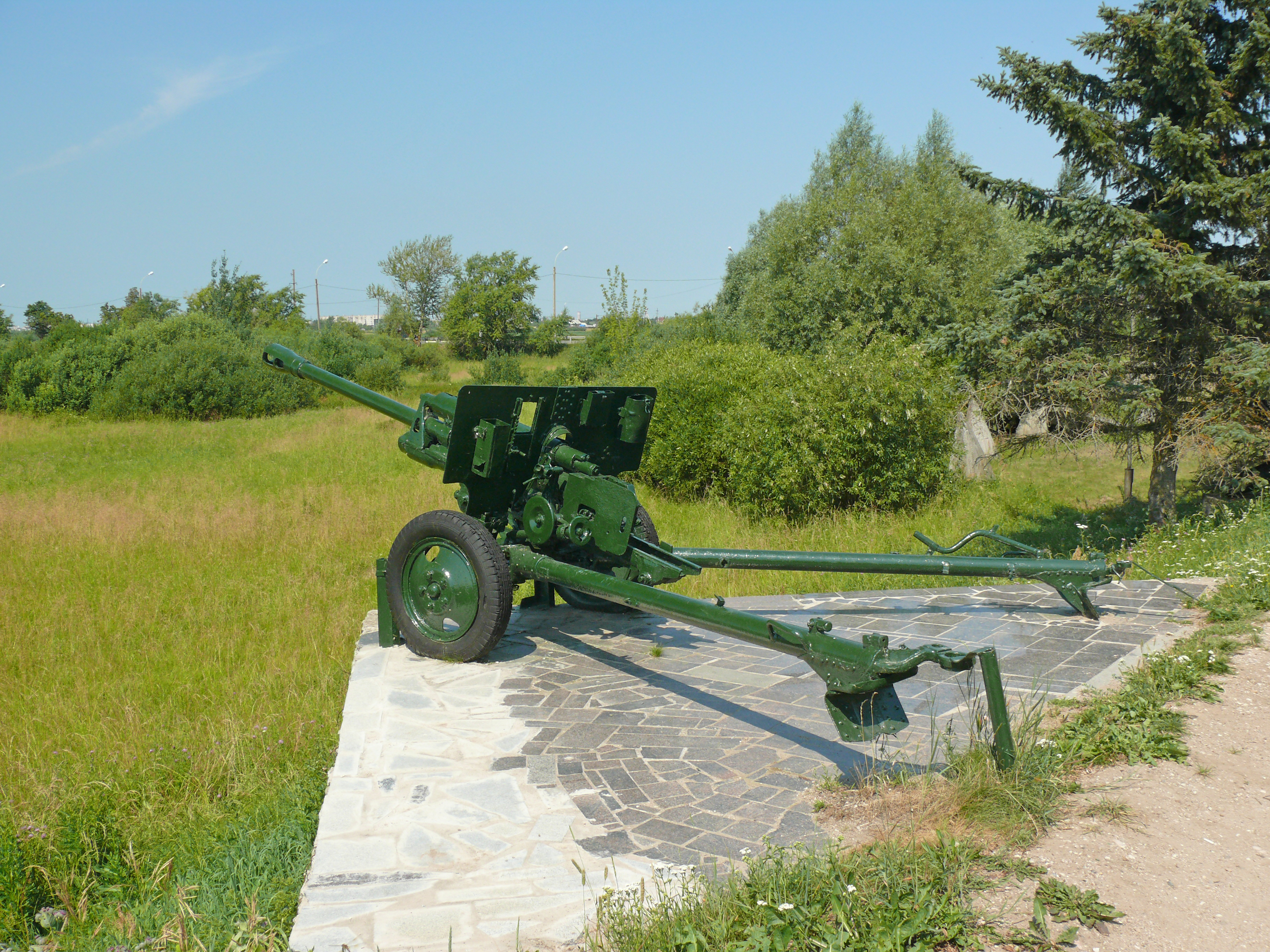
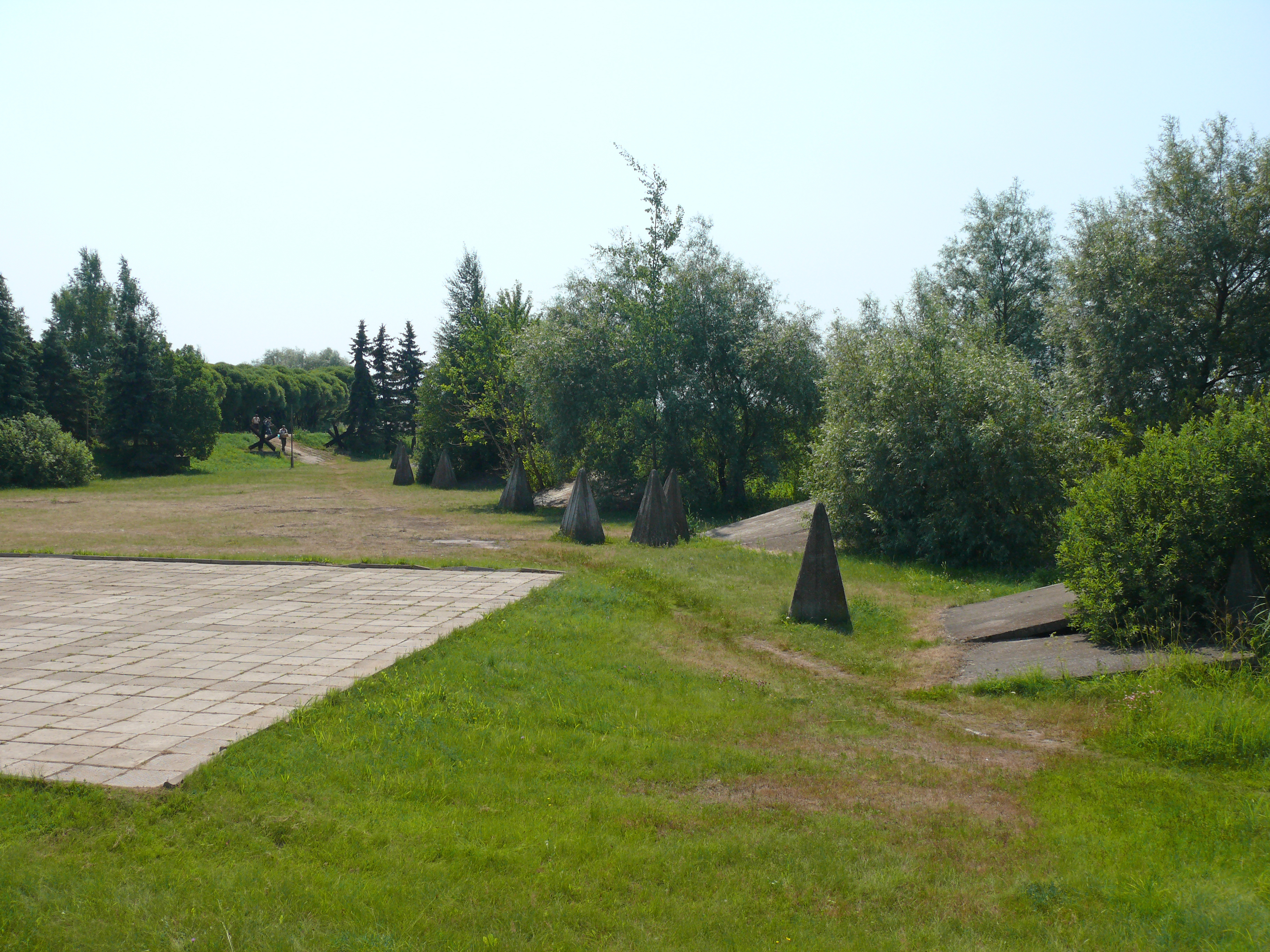